# Martin Castrogiovanni
Martín Leandro Castrogiovanni (1981. október 21. –) olasz-argentin rögbijátékos. Játszott korábban a Ghial Calvisano csapatában, amellyel 2005-ben olasz bajnokságot nyert. Azóta a Leicester Tigers csapatát erősítette, és a sikeres 2006-2007-es szezon után őt választották meg a Guinness Premiership legjobb játékosának. A mezén a "Castro" feliratot viseli, ritkábban a Castrogiovannit. A 2013-2014-es szezontól a Top14-ben szereplő Toulon játékosa.
Az argentínai paranái származású Castrogiovanni 2002. június 8-án mutatkozott be az olasz válogatottban, az All Blacks mérkőzés alkalmával, azóta meghatározó játékosa a nemzeti csapatnak. Játszott az olaszok összes meccsén a 2004-es Hat Nemzeten; értékes tagja volt az olaszok tolongásainak, ezért teljesítménye után ő lett a skótok elleni győztes meccs után a mérkőzés embere.
2007-ben a bajnok Leicester Tigers három évvel meghosszabbította a szerződését két pillérjnek: Marcos Ayerzának és Martín Castrogiovanninak.
A 2008-as Hat Nemzeten ő szerezte az olasz válogatottban a legtöbb célt.
Fiatalabb korában kosárlabdázott, azonban egy mérkőzésen megütötte a játékvezetőt: "Nos, igazából nem volt ütés:, félig ütés-félig lökésnek mondanám. Mindenesetre tudtam, hogy többé nem kosarazhatok; el sem mentem a fegyelmi tárgyalásra, hogy megtudjam milyen hosszú a büntetésem."
Castrogiovanni Leicesterben társtulajdonosa egy olasz étteremnek.

## Fordítás
- Ez a szócikk részben vagy egészben  a   Martin Castrogiovanni című angol Wikipédia-szócikk fordításán alapul.  Az eredeti cikk szerkesztőit annak laptörténete sorolja fel. Ez a jelzés csupán a megfogalmazás eredetét és a szerzői jogokat jelzi, nem szolgál a cikkben szereplő információk forrásmegjelöléseként.

## Külső hivatkozások
- Profilja a Hat Nemzet oldalán
- Profilja a Leicester Tigers oldalán
- Éttermének oldala